# Gliwicki Klub Sportowy Piast
Il Gliwicki Klub Sportowy Piast, noto come Piast, è una società polisportiva polacca con sede nella città di Gliwice e nota principalmente per la propria sezione calcistica, che milita nell'Ekstraklasa, la massima divisione del campionato polacco di calcio. 
La squadra di calcio del Piast ha vinto un titolo di Ekstraklasa, nella stagione 2018-2019.
Disputa le partite interne allo stadio Piasta Gliwice, impianto da 10 037 posti.

## Storia
Fondata nel giugno del 1945 da alcuni polacchi che erano stati costretti ad abbandonare la loro terra (nell'attuale Ucraina occidentale), la squadra ha trascorso 32 stagioni nella seconda divisione polacca, prima di poter accedere per la prima volta in Ekstraklasa (la massima serie calcistica polacca) nel 2008. È riuscita ad arrivare due volte in finale nella Coppa di Polonia (nel 1978 e nel 1983), perdendo in entrambe le occasioni.
Il nome deriva dalla dinastia Piast, che governò la Polonia dai primi anni di indipendenza nel X secolo fino al 970.
Nella stagione 2018-2019 ha vinto il suo primo titolo di Ekstraklasa, sotto la guida del tecnico Waldemar Fornalik.

## Palmarès

### Competizioni nazionali
- Campionato polacco: 1

2018-2019
- Campionato polacco di seconda divisione: 1

2011-2012

### Altri piazzamenti
- Campionato polacco:

Secondo posto: 2015-2016
Terzo posto: 2019-2020
- Coppa di Polonia:

Finalista: 1977-1978, 1982-1983
Semifinalista: 2020-2021, 2023-2024
- Supercoppa di Polonia:

Finalista: 2019

## Organico

### Rosa 2025-2026
| N. |                          | Ruolo | Calciatore           |
| -- | ------------------------ | ----- | -------------------- |
| 4  | Polonia (bandiera)       | D     | Jakub Czerwiński     |
| 5  | Spagna (bandiera)        | D     | Juande Rivas         |
| 6  | Polonia (bandiera)       | C     | Michał Chrapek       |
| 7  | Spagna (bandiera)        | A     | Jorge Félix          |
| 9  | Spagna (bandiera)        | A     | Adrián Dalmau        |
| 10 | Polonia (bandiera)       | C     | Patryk Dziczek       |
| 11 | Guinea-Bissau (bandiera) | A     | Leandro Sanca        |
| 15 | Polonia (bandiera)       | D     | Levis Pitan          |
| 16 | Polonia (bandiera)       | C     | Mateusz Kopczyński   |
| 17 | Francia (bandiera)       | C     | Quentin Boisgard     |
| 19 | Polonia (bandiera)       | C     | Kamil Lubowiecki     |
| 20 | Polonia (bandiera)       | C     | Grzegorz Tomasiewicz |
| 22 | Polonia (bandiera)       | D     | Tomasz Mokwa         |
| 23 | Polonia (bandiera)       | C     | Szczepan Mucha       |

| N. |                        | Ruolo | Calciatore          |
| -- | ---------------------- | ----- | ------------------- |
| 26 | Slovacchia (bandiera)  | P     | František Plach     |
| 27 | Polonia (bandiera)     | C     | Justin Daniel       |
| 28 | Polonia (bandiera)     | D     | Filip Borowski      |
| 29 | Polonia (bandiera)     | D     | Igor Drapiński      |
| 31 | Polonia (bandiera)     | C     | Oskar Leśniak       |
| 33 | Polonia (bandiera)     | P     | Karol Szymański     |
| 36 | Polonia (bandiera)     | D     | Jakub Lewicki       |
| 55 | Ghana (bandiera)       | D     | Ema Twumasi         |
| 63 | Bielorussia (bandiera) | A     | Hierman Barkoŭski   |
| 70 | Cipro (bandiera)       | A     | Andreas Katsantōnīs |
| 77 | Slovacchia (bandiera)  | C     | Erik Jirka          |
| 79 | Polonia (bandiera)     | P     | Dawid Rychta        |
| 80 | Spagna (bandiera)      | A     | Hugo Vallejo        |

### Rose delle stagioni precedenti
- 2010-2011
- 2012-2013
- 2013-2014
- 2014-2015
- 2017-2018
- 2019-2020